# 로맨스 빠빠
《로맨스 빠빠》는 신상옥 감독의 작품으로 1960년 1월 28일을 기하여 서울 명보극장(명보아트홀)에서 개봉된 흑백 영화이다.

## 줄거리
보험 회사 사원인 김승호는 2남 3녀의 아버지다. 어느 날 보험회사에 감원 바람이 인다. 김승호는 원래가 건실한 사원이었지만 나이가 많은 탓으로 부득이 감원대상에 들어 퇴직하게 된다. 그러나 실망할 가족들을 생각하여 차마 실직되었음을 실토하지 못한다. 하지만 아들·딸들은 아버지의 모든 사실을 알아차리고 오히려 모르는 체하는 가운데에 은근히 아버지를 위로한다. 이렇게 온 집안이 화기(和氣)에 찬 가운데, 잇따라 경사(慶事)가 벌어진다. 특히, 깨질뻔했던 둘째딸의 혼사(婚事)가 이루어짐으로 해서 집안은 온통 웃음꽃이 핀다. 그리하여 아버지는 언제나 사랑과 멋을 아는 로맨스 빠빠로서의 권위를 회복한다.

## 개요
홈 드라마로서 손색 없는 우수작이다. 특히 김승호의 연기는 빼어나서, 제2회 교육부 제정 최우수 국산영화 남우 주연상과 제4회 아시아 영화제 남우 주연상을 획득했다. 이 영화에서 신성일(申星一)이 고교생인 아들로 데뷔하였다. 이 밖에 제4회 부일 영화상에서 작품상을 탔는데, 소시민 사회의 애환을 밝고 명랑한 분위기로 몰고 간 연출 솜씨가 산뜻한 영화다.

## 나온 사람들
- 김승호: 아버지 (김계장) 역
- 주증녀: 어머니 역
- 최은희: 장녀 김음전 역
- 김진규: 맏사위 전우택 역
- 남궁원: 큰아들 김어진 역
- 이빈화: 큰아들 애인 여배우 마리 역
- 도금봉: 둘째딸 김곱단 역
- 신성일: 둘째 아들 김바른 역
- 엄앵란: 막내딸 김이쁜 역 (엄앵난 명의)
- 김석훈: 미스터 리 역
- 주선태: 도둑 역
- 최지희: 로맨스 빠빠 이야기 속 애인 역

## 만든 사람들
오프닝 크레딧
- 원작·각색: 김희창
- 촬영: 정해준
- 조명: 이계창
- 조감독: 김용덕, 최춘식, 손익동
- 녹음: 손인호
- 현상: 최규순
- 인화: 조우기
- 음악: 김성태
- 효과: 이상만
- 편집: 김영희
- 제작·감독: 신상옥

엔딩 크레딧
- 원작·각색: 김희창
- 촬영: 정해준
- 조감독: 김용덕
- 편집: 김영희 (김형희 명의)
- 녹음: 손인호
- 미술: 임명선
- 음악: 김성태
- 감독: 신상옥

## 수상
- 제2회 교육부 제정 최우수 국산영화 남우 주연상 김승호
- 제4회 아시아 영화제 남우 주연상 김승호
- 제4회 부일 영화상 작품상